# Sveg
Sveg es una localidad sueca (tätort), sede del municipio de Härjedalen, en la provincia de Jämtland y la región de Norrland. Tenía una población de 2448 habitantes en 2023, siendo la zona urbana más grande de Härjedalen y la cuarta más poblada de la provincia de Jämtland. Está localizada a orillas del río Ljusnan, cerca del lago Svegssjön, 180 km al sur de la ciudad de Östersund.

## Demografía
| Gráfica de evolución demográfica de Sveg entre 1960 y 2015 |
|                                                            |
| Oficina Central de Estadísticas de Suecia                  |